# Atolón Faafu
El Atolón Faafu o Nilandé Norte es un atolón de las Maldivas, situada al sur del atolón Alif Dhaal. Con 30 km de largo y 27 de ancho está ubicado entre las latitudes 3° 20' N y 3° 03' N. Su capital Nilandhoo (Nilandú) , tiene una población superior a 1,500 personas. Solo tiene una isla con fines turísticos. Las escasas islas habitadas tienen poblaciones pequeñas. Al atolón se puede llegar en hidroavión.